# Mi casa es tu casa
Mi casa es tu casa (precedentemente intitolato A raccontare comincia tu) è stato un programma televisivo italiano trasmesso in prima serata, nel 2019 su Rai 3 e dal 2022 al 2023 su Rai 2.

## Il programma
Il programma era un adattamento del format spagnolo Mi casa es la tuya, prodotto da Mediaset España e condotta da Bertín Osborne. Era incentrato su interviste a grandi personaggi dello spettacolo e del costume, uno per ogni puntata, realizzate fuori da un canonico studio televisivo, affinché il protagonista possa raccontarsi senza filtri, in un'atmosfera informale, lontano dalle luci della ribalta.
Nelle prime due edizioni, condotte da Raffaella Carrà e intitolate A raccontare comincia tu (in riferimento al brano A far l'amore comincia tu della stessa Carrà), le conversazioni avvenivano in ambientazioni sempre differenti, luoghi cari all'intervistato e/o nella propria casa. In seguito a un buon riscontro di ascolti ottenuto nella prima edizione, in onda nella primavera 2019 e composta da sei puntate, il programma fu rinnovato per una seconda stagione, di quattro puntate, trasmessa tra ottobre e novembre dello stesso anno, confermando il gradimento del pubblico.
Una terza edizione, prevista per marzo 2020, fu dapprima sospesa temporaneamente a causa della pandemia di COVID-19 e poi cancellata del tutto in seguito al decesso della stessa Carrà, avvenuta il 5 luglio 2021.
A tre anni di distanza, la trasmissione è tornata in onda nella stagione 2022-2023 su Rai 2 per cinque puntate, con il titolo Mi casa es tu casa e la conduzione di Cristiano Malgioglio. Rispetto alle edizioni precedenti, in questa versione gli incontri si svolgevano in un'unica location (ovvero l'abitazione immaginaria del cantautore), come avviene nel format originale. Inoltre, oltre al personaggio principale, ciascuna puntata vedeva la presenza di ulteriori ospiti.

## Edizioni
| Edizione | Titolo                   | Messa in onda   | Messa in onda    | Emittente | Puntate | Conduzione           | Regia                        |
| Edizione | Titolo                   | Inizio          | Fine             | Emittente | Puntate | Conduzione           | Regia                        |
| -------- | ------------------------ | --------------- | ---------------- | --------- | ------- | -------------------- | ---------------------------- |
| 1ª       | A raccontare comincia tu | 4 aprile 2019   | 9 maggio 2019    | Rai 3     | 6       | Raffaella Carrà      | Sergio Japino e Luca Granato |
| 2ª       | A raccontare comincia tu | 24 ottobre 2019 | 14 novembre 2019 | Rai 3     | 4       | Raffaella Carrà      | Sergio Japino e Luca Granato |
| 3ª       | Mi casa es tu casa       | 7 dicembre 2022 | 4 gennaio 2023   | Rai 2     | 5       | Cristiano Malgioglio | Alessandro Tresa             |

## Puntate

### Prima edizione
| Puntata | Messa in onda  | Protagonista     | Ascolti        | Ascolti | Ascolti |
| Puntata | Messa in onda  | Protagonista     | Telespettatori | Share   | Fonte   |
| ------- | -------------- | ---------------- | -------------- | ------- | ------- |
| 1       | 4 aprile 2019  | Fiorello         | 2 299 000      | 9,39%   | [ 6 ]   |
| 2       | 11 aprile 2019 | Sophia Loren     | 1 652 000      | 6,75%   | [ 7 ]   |
| 3       | 18 aprile 2019 | Riccardo Muti    | 1 136 000      | 4,88%   | [ 8 ]   |
| 4       | 25 aprile 2019 | Maria De Filippi | 2 228 000      | 10,02%  | [ 9 ]   |
| 5       | 2 maggio 2019  | Leonardo Bonucci | 931 000        | 3,92%   | [ 10 ]  |
| 6       | 9 maggio 2019  | Paolo Sorrentino | 843 000        | 3,49%   | [ 11 ]  |
| Media   | Media          | Media            | 1 515 000      | 6,41%   |         |

### Seconda edizione
| Puntata | Messa in onda    | Protagonista        | Ascolti        | Ascolti | Ascolti |
| Puntata | Messa in onda    | Protagonista        | Telespettatori | Share   | Fonte   |
| ------- | ---------------- | ------------------- | -------------- | ------- | ------- |
| 1       | 24 ottobre 2019  | Renato Zero         | 1 482 000      | 6,22%   | [ 12 ]  |
| 2       | 31 ottobre 2019  | Loretta Goggi       | 1 382 000      | 6,25%   | [ 13 ]  |
| 3       | 7 novembre 2019  | Vittorio Sgarbi     | 1 116 000      | 4,65%   | [ 14 ]  |
| 4       | 14 novembre 2019 | Luciana Littizzetto | 1 923 000      | 8,18%   | [ 15 ]  |
| Media   | Media            | Media               | 1 476 000      | 6,33%   |         |

### Terza edizione
| Puntata | Messa in onda    | Protagonista         | Ospiti                                  | Ascolti        | Ascolti | Ascolti |
| Puntata | Messa in onda    | Protagonista         | Ospiti                                  | Telespettatori | Share   | Fonte   |
| ------- | ---------------- | -------------------- | --------------------------------------- | -------------- | ------- | ------- |
| 1       | 7 dicembre 2022  | Heather Parisi       | Gemelli di Guidonia, Jasmine, Sam Ryder | 919 000        | 5,31%   | [ 16 ]  |
| 2       | 21 dicembre 2022 | Leonardo Pieraccioni | Rita Rusić, Massimo Ceccherini          | 562 000        | 3,38%   | [ 17 ]  |
| 3       | 28 dicembre 2022 | Mara Venier          | Luz Casal, Maurizio Ferrini             | 806 000        | 4,73%   | [ 19 ]  |
| 4       | 30 dicembre 2022 | Ilona Staller        | Serena Grandi, Gessica Notaro           | 700 000        | 4,04%   | [ 20 ]  |
| 5       | 4 gennaio 2023   | Piero Chiambretti    | Iva Zanicchi                            | 658 000        | 3,90%   | [ 21 ]  |
| Media   | Media            | Media                | Media                                   | 729 000        | 4,27%   |         |

## Audience
| Edizione | Rete televisiva | Anno      | Stagione        | Programmazione | Programmazione | Programmazione | Programmazione | Programmazione | Programmazione | Programmazione | Collocazione | Telespettatori | Share |
| Edizione | Rete televisiva | Anno      | Stagione        | L              | M              | M              | G              | V              | S              | D              | Collocazione | Telespettatori | Share |
| -------- | --------------- | --------- | --------------- | -------------- | -------------- | -------------- | -------------- | -------------- | -------------- | -------------- | ------------ | -------------- | ----- |
| 1ª       | Rai 3           | 2019      | primavera       |                |                |                |                |                |                |                | Prima serata | 1 515 000      | 6,41% |
| 2ª       | Rai 3           | 2019      | autunno         | 1 476 000      | 6,33%          |                |                |                |                |                | Prima serata |                |       |
| 3ª       | Rai 2           | 2022-2023 | autunno-inverno |                |                |                | 729 000        | 4,27%          |                |                | Prima serata |                |       |

## Loghi del programma

Logo usato nella 1ª e 2ª edizione

## Repliche
Per ricordare ed omaggiare Raffaella Carrà scomparsa il 5 luglio 2021, il programma è stato replicato in prima serata su Rai 3 dall'8 luglio 2021. La prima puntata, con ospite Fiorello, è stata seguita da 2 571 000 telespettatori, pari ad uno share del 13,7%, superando gli ascolti totalizzati dalla stessa puntata in prima visione. La seconda puntata, con ospite Renato Zero, ha raccolto davanti alla tv 1 505 000 spettatori, pari ad uno share dell'8,5%, superando anch'essa l'ascolto della puntata in prima visione.